# Gare d'Arashiyama
La gare d'Arashiyama (嵐山駅, Arashiyama-eki) est une gare ferroviaire terminus située à Kyoto au Japon. La gare est exploitée par la compagnie Hankyu.

## Situation ferroviaire
La gare d'Arashiyama marque la fin de la ligne Hankyu Arashiyama.

## Histoire
La gare est inaugurée le 9 novembre 1928.

## Service des voyageurs

### Accueil
La gare dispose d'un bâtiment voyageurs, avec guichet, ouvert tous les jours.

### Desserte
- Ligne Arashiyama :
  - voies 1 et 2 : direction Katsura

### Intermodalité
Le terminus d'Arashiyama du tramway de Kyoto est situé à 600 m au nord de la gare.

## Dans les environs
- Arashiyama